# Mykoplasmové infekce ptáků
Mykoplasmata jsou drobné bakterie zařazované do samostatné skupiny bakterií, do třídy Mollicutes (mollis – měkký, cutis – kůže), řádu Mycoplasmatales. Jsou v přírodě velmi rozšířené a také okruh jejich hostitelů je velmi široký.

## Morfologie
Příslušníci rodu Mycoplasma jsou nejmenší známá prokaryota, která jsou schopna autonomního množení a růstu na bezbuněčných médiích. Nejmenší životaschopné buňky mají rozměry 100 nm, kultury mykoplasmat však obsahují buňky různých velikostí (až 1 µm) i formy vláknité. Struktura a metabolismus buněk jsou velmi jednoduché. Mykoplasmata mají nejmenší genom ze všech bakterií (asi jen 5×108 daltonů, což v porovnání s průměrem genomu jiných bakterií 2,5×109 představuje asi 1/5). Důsledkem malé genetické informace je neschopnost tvořit buněčnou stěnu a omezená biosyntéza; proto mykoplasmata mají velké nutriční nároky pro růst. Povrch buněk představuje třívrstevná cytoplasmatická membrána (silná 1-8 nm), která obsahuje bílkoviny, glykoprotein, glykolipid a fosfolipid. Významnou složkou membrány je cholesterol, který přispívá k osmotické stabilitě membrány (mykoplasmata snášejí izotonické prostředí na rozdíl od osmoticky labilních L forem bakterií). Proto mykoplasmata živočichů vyžadují k růstu na kultivačních půdách steroly (přídavek séra). Pružná povrchová membrána umožňuje buňkám značnou plasticitu, což se projevuje jak v pleomorfii buněk, tak ve schopnosti procházet filtry o menší porozitě. Většina mykoplasmat je fakultativně anaerobní nebo mikroaerofilní, pouze příslušníci rodu Anaeroplasma jsou anaerobní.

## Kultivace
Pro mykoplasmata je charakteristická různá velikost a pleomorfismus. Základní formou je malé kokovité tělísko, ale zralé kultury obsahují i buňky větší, oválné, protáhlé a vláknité, někdy s větvením. Buňky se množí binárním dělením nebo rozpadem mnohojaderných vláken na základní elementy.
Mykoplasmata rostou na umělých kultivačních půdách; preferují vlhkost a teplotu 37–38 °C a jsou rezistentní na penicilin a octan thallný, které se proto přidávají do médií k zabránění růstu kontaminujících bakterií a plísní. Jejich vysoké nutriční nároky však vyžadují speciální média s vysokým obsahem séra (10–15 %), které je zdrojem bílkovin, mastných kyselin a cholesterolu. Někdy se média obohacují také kvasničními komponentami. M. synoviae vyžaduje pro růst nikotinamid adenin dinukleotid (NAD). Kolonie mykoplasmat rostou pomalu (3-10 dní) a jsou velmi drobné. Avšak nepatogenní druhy jako M. gallinarum a M. gallinaceum tvoří kolonie již za 1 den (oba druhy jsou často izolovány jako kontaminanty při izolacích patogenních ptačích mykoplasmat). Většina druhů mykoplasmat má charakteristický vzhled kolonií, který lze pozorovat mikroskopicky. K odlišení druhu nebo sérotypu se nedají využít. Centrální tmavá část kolonie je konicky vrostlá do půdy, jemná periferie je složena z transparentních elementů a roste na povrchu půdy. Vzhled kolonií se přirovnává k sázeným vejcím.

## Biochemické vlastnosti
Schopnost mykoplasmat fermentovat cukry je různá, ale všechny druhy mykoplasmat lze rozdělit na fermentující a nefermentující glukózu s produkcí kyseliny. Glukóza se často přidává do bujónu, aby se zlepšil růst fermentujících mykoplasmat, a také jako indikátor růstu (produkovaná kyselina odbarvuje fenolovou červeň na žluto). Fosfatázová aktivita je často přítomná, podobně jako arginin dekarboxyláza. Většina druhů, které nefermentují glukózu, používá jako zdroj energie aminokyselinu arginin. Výjimkou je M. iowae a některé další druhy, které fermentují glukózu i hydrolyzují arginin.

## Odolnost v prostředí
Mykoplasmata jsou citlivá na vyschnutí a na teplotu nad 50 °C. Dobře však přežívají ve vlhkém aerosolu, kterým se mohou šířit. Jsou poškozována povrchově aktivními látkami a tukovými rozpouštědly. Vzhledem k nepřítomnosti peptidoglykanové buněčné stěny jsou zcela rezistentní k beta-laktamovým antibiotikům i k dalším, která ovlivňují syntézu buněčné stěny (penicilin, cefalosporiny, bacitracin), a také k sulfonamidům. Citlivá jsou naopak k některým inhibitorům proteosyntézy, zejména k tetracyklinům a makrolidovým antibiotikům. Existují ale i mykoplasmata rezistentní k těmto látkám. Rezistence je způsobována sníženou propustností buněčné membrány.

## Patogenita
Mykoplasmata jsou rozšířena celosvětově a u živočichů se vyskytují většinou jako saprofyté, jen některé druhy parazitují. Jak patogenní, tak i nepatogenní druhy se nalézají jako komensálové na sliznicích horního respiračního traktu, střevního i genitálního traktu nebo v kloubech. Mimo tělo hostitele, chráněny před slunečním světlem organickými látkami, přežívají jen několik dní.
Parazitující mykoplasmata mají tendenci pevně adherovat na sliznice hostitele a některé z nich mají na svém povrchu zvláštní struktury, které jim usnadňují adhezi k hostitelské buňce. Parazitují extracelulárně na povrchu membrán infikovaných buněk a produkují hemolyziny, proteázy, nukleázy a jiné toxické faktory, které způsobují zánik hostitelských buněk nebo vyvolávají chronickou infekci. V dýchacím traktu poškozují řasinky epiteliálních buněk a tím predisponují hostitele k sekundárním bakteriálním infekcím. Některá mykoplasmata vykazují afinitu pro mezenchymální buňky výstelky kloubů. Časté jsou latentní infekce i chronické infekce; různé stresy představují predispoziční faktory pro vznik mykoplasmóz. Infekce mohou být endogenního i exogenního původu. K přenosu dochází horizontálně, vertikálně a u některých mykoplasmat i pohlavní cestou.

## Historie
První mykoplasmata byla izolována ze skotu (M. mycoides subsp. mycoides) z případů kontagiózní bovinní pleuropneumonie. Další podobné izoláty se pak označovaly jako PPLO (Pleuro-Pneumonia-Like-Organism). Mykoplasmata i mykoplasmózy byly prokázány u řady ptáků, zdravých i nemocných, domestikovaných, chovaných ze záliby i volně žijících. Zatímco u domácí, zejména hrabavé, drůbeže mohou způsobovat vážné ekonomické i veterinární problémy, u jiných druhů ptáků řada izolátů nebyla dostatečně identifikována a ani etiologická účast mykoplasmat na vzniku klinického onemocnění nebyla jednoznačně prokázána.

## Mykoplasmózy domácích ptáků
Mykoplasmózy drůbeže představují komplexní onemocnění dýchacího anebo pohybového aparátu vyvolávaného Mycoplasma spp. I když mykoplasmata se liší jen antigenními a biochemickými vlastnostmi, rozlišují se vzhledem k rozdílné epizootologii a patogenezi tři samostatná onemocnění způsobovaná třemi rozdílnými druhy mykoplasmat – chronická respirační nemoc, příp. u krůt infekční sinusitida (M. gallisepticum), zánět vzdušných vaků (M. meleagridis) a infekční synovitida (M. synoviae).
Infekce Mycoplasma spp. jsou u běžců běžně popisována, ale jejich veterinární ani hospodářský význam není znám. Vzhledem ke zjevné vnímavosti pštrosů a nandu k mykoplasmatům drůbeže a nedostatku informací o úloze těchto i dalších druhů mykoplasmat v patologických procesech u běžců, nedoporučuje se chovat na pštrosích farmách současně i drůbež.